# High Tension
High Tension (Originaltitel: Haute Tension) ist ein französischer Horrorfilm von Alexandre Aja aus dem Jahr 2003, der unter Fans des Genres Kultstatus erreichte.

## Handlung
Die Studentinnen Alex und Marie wollen etwas ausspannen und sich in Ruhe auf ihr Examen vorbereiten. Zu diesem Zweck fahren sie zum einsam gelegenen Bauernhaus von Alex’ Eltern. Gleich in der ersten Nacht dringt ein unbekannter Sadist in das Haus ein und bringt den Vater, die Mutter und Alex’ kleinen Bruder Tom auf grausame Weise um. Alex hat er währenddessen geknebelt und mit Ketten gefesselt auf ihrem Bett zurückgelassen, um sie danach in seinem heruntergekommenen Lieferwagen zu verschleppen.
Marie konnte sich jedoch versteckt halten und macht sich daran, ihre Freundin Alex, die sie insgeheim begehrt, aus der Gewalt des Psychopathen zu befreien. Es gelingt ihr, sich mit einem Küchenmesser unbemerkt zum Lieferwagen zu schleichen. Bevor sie jedoch die darin gefesselte Alex befreien kann, wird die Wagentür vom Killer verschlossen. Als der Killer, der von Maries Anwesenheit auf der Ladefläche nichts ahnt, an einer Tankstelle den Lieferwagen stoppt, kann Marie in das Gebäude flüchten. Alex bleibt angekettet im Lieferwagen zurück. Nachdem der Psychopath auch den Tankwart Jimmy mit einer Axt grausam getötet hat, setzt er seine Fahrt fort, anfänglich unwissend, dass Marie ihn nach einem Anruf bei der Polizei mit einem Auto verfolgt.
Im Verlauf der Verfolgungsjagd wird Marie vom Lieferwagen des Killers gerammt und ihr Wagen überschlägt sich. Es gelingt ihr, sich in ein nahegelegenes Gewächshaus zu flüchten und aus einem Pflock und Stacheldraht eine Waffe anzufertigen. Nach dem Showdown zwischen ihr und dem vermeintlichen Mörder stellt sich heraus, dass Marie selbst die Mörderin ist und ihr eigenes Handeln als das eines anderen erlebt. Sie ist in Alex verliebt und will nicht, dass jemand zwischen ihnen steht. Als sie Alex den Knebel und die Fesseln abnimmt, geht diese mit dem Küchenmesser auf sie los und sticht ihr in den Bauch. Alex läuft davon, wird dann jedoch von Marie mit einem Trennschleifer verfolgt. An einer Straße versucht Alex, ein Auto anzuhalten, das ihr gerade noch ausweichen kann und zum Stehen kommt. Verzweifelt steigt sie zu dem Mann ins Auto und drängt ihn loszufahren. Der Motor springt jedoch nicht an. Durch die Windschutzscheibe hindurch wird der Mann von Marie in ihrem dissoziativen Killermodus mit dem Trennschleifer getötet. Marie richtet das Gerät anschließend gegen die verletzte Alex, lässt auf der Straße jedoch von ihr ab, um sie zu küssen. Dabei stößt ihr Alex ein Brecheisen durch den Oberkörper. Marie wird schließlich in eine Psychiatrie eingewiesen, wo Alex sie verstört durch einen Einwegspiegel beobachtet.

## Hintergrund

### Vorbilder und Produktion
High Tension war der zweite Langfilm von Alexandre Aja. Für das Drehbuch arbeitete er zum wiederholten Mal mit seinem Schulfreund Grégory Levasseur zusammen, der auch als künstlerischer Leiter fungierte. Entgegen dem damaligen Trend, Horrorfilme ironisch zu gestalten und sich über das Genre lustig zu machen, wollten beide zurück zu dessen Ursprung und einen Horrorfilm im Stil von Blutgericht in Texas, Halloween – Die Nacht des Grauens, Shining, Maniac und Tanz der Teufel drehen, um dem Zuschauer ein echtes Survival-Erlebnis zu verschaffen.

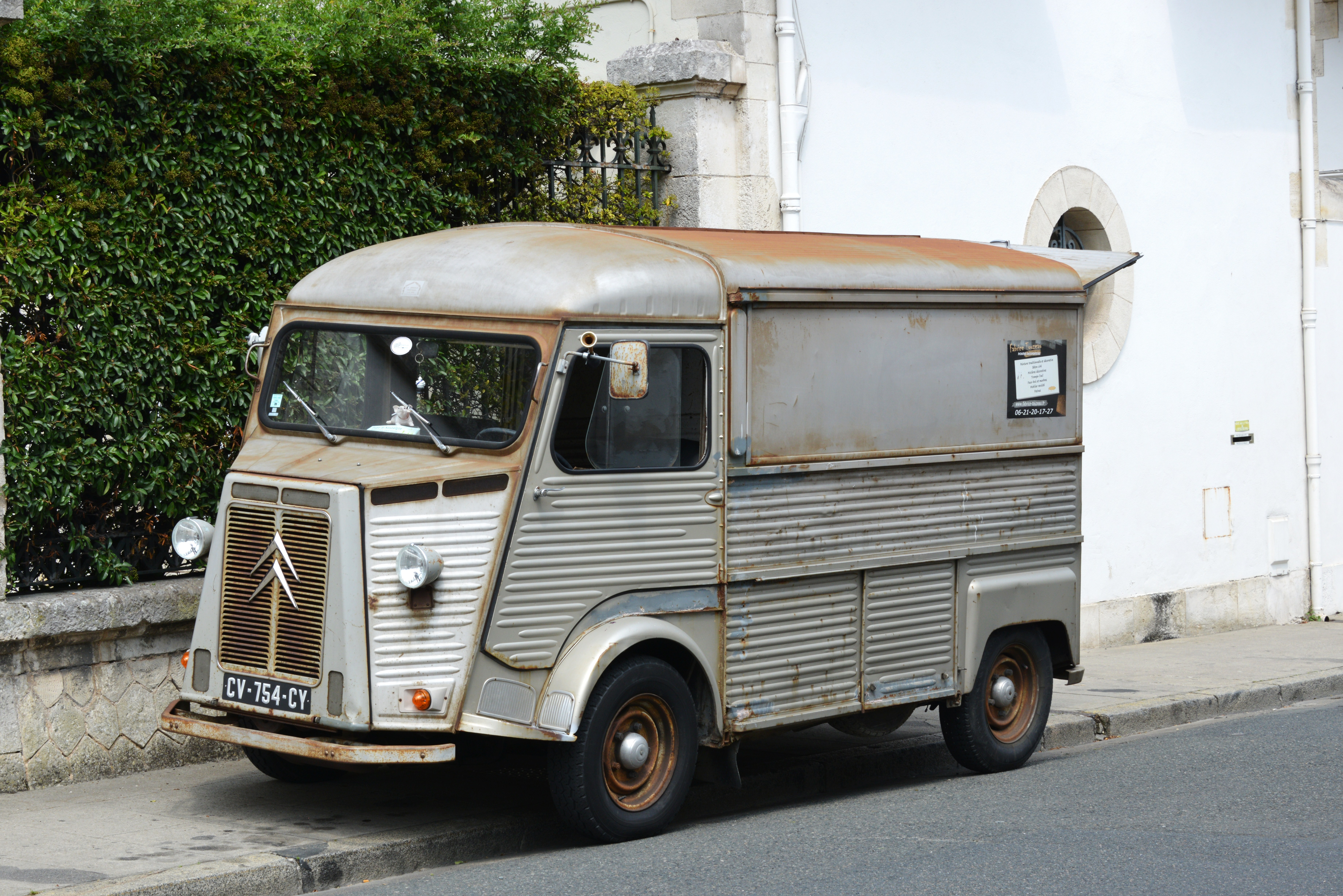
Ein wie im Film verwendeter Citroën Typ H

Auch wollten Aja und Levasseur den Regisseuren Steven Spielberg, William Lustig und Wes Craven Tribut zollen, die sie seit ihrer Jugend bewunderten. So ist etwa der alte Lieferwagen des Killers vom Truck in Spielbergs Thriller Duell (1971) inspiriert. Bei dessen französischem Pendant handelt es sich um einen Citroën Typ H, der für den Film mit breiteren Felgen und dem Motor eines Renn-Dacias ausgestattet wurde, um für die Stuntszenen mehr Leistung zu erreichen. Als Mordwerkzeug kam statt einer klischeebehafteten Kettensäge ein Stihl-Trennschleifer zum Einsatz.
Um die typische Survival-Atmosphäre des Terrorkinos der 1970er und 1980er Jahre zu erzeugen, wandte sich Aja zudem an Giannetto De Rossi, einen erfahrenen Spezialisten für visuelle Effekte, der an Kultfilmen wie Woodoo – Die Schreckensinsel der Zombies von Lucio Fulci oder Der Wüstenplanet von David Lynch mitgewirkt hatte. „Er war uns immer einen Schritt voraus und half uns beim Schneiden bestimmter Sequenzen, wobei wir viele Versuche machten, um herauszufinden, wie und aus welchem Blickwinkel eine Idee funktionieren könnte“, so Aja.
Die Produktion des Films stand jedoch kurz vor dem Aus, als ein Fernsehpartner aufgrund eines Tötungsdelikts in Nantes, das im Zusammenhang mit Wes Cravens Horrorfilm Scream stand, es vorzog, aus dem Projekt auszusteigen. Realisiert werden konnte High Tension letztlich nur dank Luc Besson, der kurzfristig einsprang und den Film über seine Firma EuropaCorp mit zwei Millionen Euro kofinanzierte.

### Dreharbeiten und Besetzung
Aufgrund des niedrigen Budgets von insgesamt 2,5 Millionen Euro mussten die Dreharbeiten nach Bukarest verlegt werden. Gedreht wurde sechs Wochen lang von Juni bis Juli 2002. Die Aufnahmen bei Nacht und niedrigen Temperaturen verlangten vor allem den Hauptdarstellerinnen Cécile de France und Maïwenn, die barfuß, mit wenig Kleidung und Kunstblut am Körper agieren mussten, körperlichen Einsatz ab. Um sich physisch auf ihre Rolle vorzubereiten, hatte sich de France vor Beginn des Drehs zwei Monate lang von einem ehemaligen Meister im Amateur-Thaiboxen trainieren lassen.
Da mehrere Nebenrollen mit rumänischen Darstellern besetzt wurden, die ihre Dialoge auf Rumänisch sprachen, wurde für die französische Originalfassung eine Synchronisation dieser Darsteller erforderlich. Im englischsprachigen Raum wurde über die Synchronisation zum Teil das Szenario verändert. Die kanadische Verleihfirma Lionsgate hatte die Idee, aus Alex und ihrer Familie in Frankreich lebende Amerikaner zu machen. Cécile de France synchronisierte die Rolle der Marie daher auf Englisch, behielt aber ihren französischen Akzent bei.

## Soundtrack
Die von François-Eudes Chanfrault gestaltete Soundkulisse des Films besteht zu großen Teilen aus minimalistischen und abstrakten Lauten wie Rauschen, Dröhnen und elektrischem Zischen, die wiederholt mit fröhlichen, ironisch verwendeten Popsongs und harmloser Kaufhausmusik kontrastieren. Neben Chanfraults Klangkompositionen wurden in High Tension auch folgende Kompositionen und Songs verwendet:
- Sarà perché ti amo von Ricchi e Poveri
- I Believe von Scott Nickoley, Jamie Dunlap, Molly Pasutti und Marc Ferrari
- Runaway Girl von U-Roy
- A2 (aus dem Dokumentarfilm Celebration) von François-Eudes Chanfrault
- À toutes les filles von Félix Gray und Didier Barbelivien
- Pillow Talk von Arch Bacon
- New Born von Muse

## Rezeption

### Veröffentlichung und Altersfreigabe

#### Deutschland
High Tension lief in Deutschland nicht regulär in den Kinos – es gab allerdings Vorstellungen im Rahmen des Fantasy Filmfests 2004 –, da die FSK dem Werk in allen vorgelegten Fassungen die Freigabe verweigerte und sich alle Mitglieder der SPIO verpflichtet haben, nur von der FSK freigegebene Titel im Kino zu veröffentlichen. Daher erschien der Film in einer von der Juristenkommission der SPIO (SPIO/JK) geprüften Version im Dezember 2004 als sogenannte „Videopremiere“ auf einer Verleih-DVD. Gegenüber der beispielsweise in Österreich veröffentlichten ungeschnittenen Fassung musste diese Version um ungefähr eine Minute gekürzt werden. Meldungen zufolge war es anfänglich nicht sicher, ob sich der Herausgeber MC One an die Schnittvorgaben der Juristenkommission gehalten hatte und die DVD das SPIO/JK-Prüfzeichen rechtmäßig trägt. Erst Mitte März 2006 wurde dies von der SPIO bestätigt.
Die JK-geprüfte Fassung wurde am 30. September 2005 von der Bundesprüfstelle für jugendgefährdende Medien (BPjM) auf die „Liste B“ ihres Index gesetzt. Diese Liste enthält Medien, für die nach Ansicht der BPjM zusätzlich weitergehende Verbreitungsverbote nach StGB – in diesem Fall wegen vermuteter Gewaltverherrlichung – gelten. Die DVD wurde jedoch nicht bundesweit beschlagnahmt.
Wenige Wochen nach der SPIO/JK-geprüften Version erschien in Deutschland noch eine Kauf-DVD mit der FSK-Einstufung „Keine Jugendfreigabe“, die noch einmal um eine weitere Minute gekürzt worden war. Diese Filmversion wurde ab Oktober 2005 auch im Pay-TV ausgestrahlt. Im November 2009 wurde auch diese Version von der BPjM irrtümlich indiziert, obwohl seit der Novelle des Jugendschutzgesetzes 2003 von der FSK geprüfte Medien nicht indiziert werden dürfen. Daher wurde die Indizierung einen Monat später wieder aufgehoben.
Im März 2023 wurden sämtliche Fassungen des Films von der Liste der jugendgefährdenden Medien gestrichen. Am 27. April 2023 erhielt die ungeschnittene Fassung von der FSK die Einstufung „Keine Jugendfreigabe“. Eine Veröffentlichung der ungeschnittenen FSK-Fassung auf dem deutschen Markt erfolgte am 24. August 2023 als Mediabook (Blu-ray in 4K) durch Plaion Pictures. Am 22. Mai 2024 wurde High Tension von Tele 5 erstmals im deutschen Free-TV gezeigt.

#### Weitere Staaten
In Österreich und der Schweiz sind von den Verleihen MC One, NSM Records und EuropaCorp ungeschnittene Fassungen veröffentlicht worden. In Großbritannien wird der Film unter dem Alternativtitel Switchblade Romance vertrieben und ist dort vom BBFC ungeschnitten ab 18 Jahren freigegeben worden.
Der kanadische Verleih Lionsgate, der die Vertriebsrechte für Nordamerika erworben hatte, wollte den Film in den USA ursprünglich ungeschnitten mit Untertiteln und einem NC-17-Rating, also einer Altersfreigabe ab 18 Jahren, veröffentlichen. In die US-Kinos kam High Tension am 10. Juni 2005 letztlich mit einem R-Rating in einer leicht geschnittenen und synchronisierten Fassung.
In seinem Ursprungsland Frankreich erhielt der Film unzensiert eine Freigabe ab 16 Jahren und wurde dort ab dem 18. Juni 2003 von gut 110.000 Kinozuschauern gesehen. Außerhalb Frankreichs konnten mehr als eine Million Kinobesucher verbucht werden. Weltweit spielte der Film über sechs Millionen Dollar an den Kinokassen ein. High Tension lief auch auf mehreren Filmfestivals, darunter das Toronto International Film Festival (2003), das Sundance Film Festival (2004) und das South by Southwest Film Festival (2004). Am 8. Dezember 2022 präsentierte Alexandre Aja seinen Film auf dem Paris International Fantastic Film Festival (PIFFF) in einer restaurierten Fassung mit 4K-Auflösung.

### Kritiken

#### Frankreich
High Tension erinnerte das französische Filmmagazin Première „durchweg an den viszeralen und realistischen Terror der Klassiker aus den 1970er Jahren, den Aja mit einer sorgfältigen und modernen Inszenierung noch verdoppelt“. Auch für Le Figaro waren die Einflüsse von Horrorklassikern „offensichtlich“. Die Atmosphäre sei „düster und unheimlich“ und als Bonus gebe es eine finale Wendung, „die die Uhren des Spannungsbogens zurückstellt“. Empfindsame Menschen sollten sich den Film lieber nicht antun. Er sei etwas für Leute, die gern viel Blut sehen, merkte auch Le Parisien an. Jeder andere werde dagegen an den „Toren des Grauens“ Halt machen und „verstört sein von einer Wendung, die einen perplex zurücklässt“. L’Express fand den Film „gut gemacht“ und „hervorragend gemischt“ (Ton und Soundtrack seien überdurchschnittlich) – „bis zu der unwahrscheinlichen Wendung zehn Minuten vor dem Ende, die den Film vom Grand Guignol zum Unsinn werden lässt“.

#### Großbritannien und USA
Mark Kermode attestierte High Tension in der britischen Filmzeitschrift Sight & Sound „eine ausgefallene Eleganz“ und „einen herrlich abstrakten Soundtrack“. Der Film biete Horrorfans „definitiv mehr, als ihr Geld wert ist“. Die beiden Hauptdarstellerinnen Maïwenn und Cécile de France hätten „hervorragende Arbeit“ geleistet, wobei letztere „eine besondere Offenbarung“ sei, wenn man sie zuvor in ihrer liebenswürdig albernen Rolle in dem Jackie-Chan-Remake In 80 Tagen um die Welt gesehen habe. De France sei „nicht wiederzuerkennen“ und „dominiert die Leinwand als Heldin mit kurzem Haar, die sich als mehr als ebenbürtig für ihren marodierenden männlichen Angstgegner erweist“. Ihre „unglaublich körperliche Darbietung“ und ihr „kraftvolles Porträt eines rohen Überlebensinstinkts“ mache es dem Zuschauer – egal welchen Geschlechts – einfach, sich mit ihr zu identifizieren.

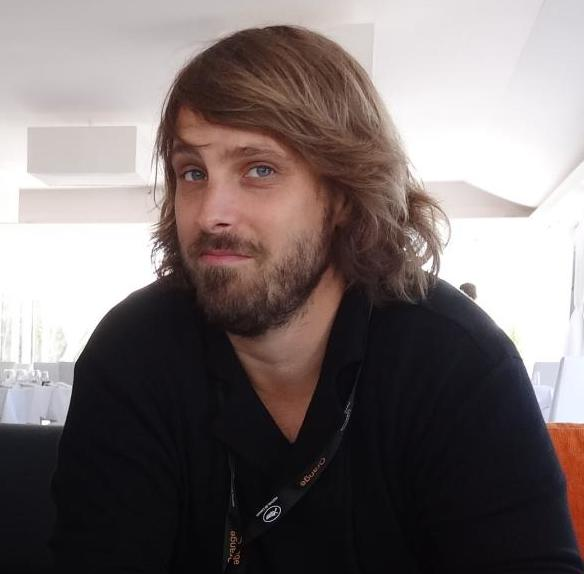
Regisseur Alexandre Aja (2012)

Roger Ebert von der Chicago Sun-Times gab dem Film lediglich einen von vier Sternen. Er kritisierte die schlechte englische Synchronfassung, aber vor allem den Plot, der ein Loch habe, „das nicht nur groß genug ist, um einen Lastwagen hindurchzufahren, sondern durch das tatsächlich ein Lastwagen hindurchfährt“. Auch Manohla Dargis von der New York Times wies auf die englische Synchronisation als „unglückliche Ablenkung“ hin. Ansonsten sei der Film „eine sich hinziehende, überschwänglich blutige Variante von Katz und Maus“. Regisseur Aja habe die Morde „mit herzzerreißender, grausamer Realitätsnähe“ inszeniert; der gezeigte Mord an einem kleinen Kind mit einer Schrotflinte sei dabei „eine dekadente und unnötige Ausschmückung“.
Den US-Kritiker James Berardinelli störte die Synchronisation weniger, da es nicht viele Dialoge gebe und diese auch nicht essentiell für den Film seien. Obwohl es der Handlung an Originalität mangle, sei High Tension „der beste Horrorfilm seit Blair Witch Project“. Der Film sei nervenaufreibend, halte die Spannung hoch, streue etwas Schwarzen Humor ein und stelle zum Ende hin alles auf den Kopf. Gerade dieses Ende sei unter Fans umstritten; entweder man liebe oder man hasse es. Der sehr blutige und brutale Film sei auch „kein gewöhnlicher Splatterfilm“. Das Drehbuch und Ajas Regie seien sehr intelligent, die Kameraführung und Filmmusik „provokant“. Die vielen subtilen Verweise auf ältere Horrorfilme seien zwar nicht selbstironisch wie in Scream, doch sollten sich Horrorfans diesen Film nicht entgehen lassen.
„High Tension jongliert geschickt mit Blut und Spannung“, schrieb ebenfalls positiv Lisa Nesselson von Variety. Die Pointe des Films biete Zuschauern, die sich gern um Geschlechterrollen Gedanken machen, „den einen oder anderen intellektuellen Schauer“. Als Horrorfilm stehe Ajas Werk ganz in der Tradition von Filmen wie Blutgericht in Texas und Maniac. Die „vielseitige“ Cécile de France mache sich als „toughe, einfallsreiche Heldin“, doch sei sie keine Ellen Ripley aus Alien. Das „beunruhigende Sounddesign“ erhöhe den Gruselfaktor, so auch die in Rumänien entstandene „finstere, Hämoglobin-lastige Optik, die wie angegossen zur Geschichte passt“.

#### Deutschland
„Spannender, visuell höchst drastischer Psychothriller mit Horrorelementen, der allerdings in der überraschenden Schlusswendung die Logik völlig aus den Augen verliert“, befand das Lexikon des internationalen Films. Die Filmzeitschrift Cinema sah in High Tension „blutrünstig-stilvollen Horror für Slasher-Fans“. Der finale Twist habe jedoch „zu viele Fragen auf[geworfen]“. Das Fazit lautete daher: „Ein hartes Blutgericht – leider ohne Ironie“. TV Spielfilm zufolge sei der Film „[l]upenreiner, ultraharter Psycho-Terror“. Trotz „der etwas gestelzten Auflösung“ sei eine „Atmosphäre existenzieller Panik für den Zuschauer spürbar“, was er angesichts weniger Dialoge in erster Linie „mit seinem verstörenden Sounddesign“ erreiche. Der Film sei „nichts für schwache Nerven“ und feiere kompromisslos „eine wüste Splatterorgie“.
Laut moviemaze.de sei es Alexandre Aja mit High Tension gelungen, „sich in die höchste Klasse der gegenwärtigen Horror-Regisseure zu arbeiten“. Es sei diesem Film zu verdanken, „dass er Wes Cravens The Hills Have Eyes einer Modernisierung unterziehen durfte“. Das allein schon zeige, „um was für einen spannenden, Nerven zerfetzenden und nicht zuletzt auch sehr blutigen Horror-Thriller es sich hier handelt“.

### Auszeichnungen
High Tension gewann 2003 beim Sitges Festival Internacional de Cinema Fantàstic de Catalunya, dem weltweit bedeutendsten Fantasy-Filmfestival im spanischen Sitges, jeweils den ersten Preis in den Sparten Beste Regie, Beste Darstellerin (Cécile de France) und Bestes Make-up. In der Kategorie Bester ausländischer Film wurde High Tension 2006 mit dem Scream Award ausgezeichnet, für den der Film auch in den Kategorien Bester Horrorfilm und Abscheulichster Schurke (Philippe Nahon) nominiert war.

### Einordnung und Nachwirkung
High Tension gehört zu den ersten erfolgreichen Vertretern des französischen Terrorkinos, das Anfang der 2000er Jahre mit einer neuen Härte und exzessiveren Gewaltdarstellung durch französische Filmemacher aufkam und auch unter der von James Quandt geprägten Bezeichnung New French Extremity bekannt ist.
Trotz des polarisierenden Endes und teils plagiatsverdächtigen Ähnlichkeiten der Handlung zu Dean R. Koontz’ Roman Intensity (1995) erfreut sich High Tension unter Fans des Genres großer Beliebtheit. Der Film bedeutete für Alexandre Aja den Durchbruch und bereitete ihm und Koautor Grégory Levasseur den Weg nach Hollywood. Nachdem auch Wes Craven den Film gesehen hatte, schlug er dem Duo vor, ein Remake seines Films The Hills Have Eyes umzusetzen. Dem so entstandenen The Hills Have Eyes – Hügel der blutigen Augen (2006) folgten weitere gemeinsame und ebenfalls erfolgreiche Remakes von Horrorfilmen aus US-amerikanischer Produktion.

## Synchronisation
| Rolle        | Darsteller           | Synchronsprecher      |
| ------------ | -------------------- | --------------------- |
| Marie        | Cécile de France     | Claudia Lössl         |
| Alex         | Maïwenn              | Veronika Neugebauer   |
| Der Killer   | Philippe Nahon       | Dirk Galuba           |
| Jimmy        | Franck Khalfoun      | Karl Walter Diess     |
| Alex’ Vater  | Andrei Finti         | Reinhard Brock        |
| Alex’ Mutter | Oana Pellea          | Eva Maria Bayerwaltes |
| Polizeichef  | Jean-Claude de Goros | Joachim Höppner       |